# Termitaphididae
Die Termitaphididae sind eine Familie der Wanzen (Heteroptera) innerhalb der Teilordnung Pentatomomorpha. Von ihnen sind 9 Arten in 2 Gattungen mit tropischer und subtropischer Verbreitung bekannt.

## Merkmale
Die Termitaphididae werden zwei bis drei Millimeter lang und haben eine Körperform, die einer Schuppe ähnelt. Ihr eiförmiger oder elliptischer Körper ist stark abgeflacht und trägt an den Seiten flache Plättchen und speziell modifizierte Setae. Weibchen haben an den Seiten jeweils 13 Plättchen, bei den Männchen sind die des Meso- und Metathorax verwachsen.
Die Spina mandibularis und Spina maxillaris, die stark zum Saugwerkzeug umgebildeten Mandibeln und Maxillen, sind langgestreckt und in Ruheposition innerhalb des Kopfes aufgerollt. Die Vertreter der Termitaphididae haben weder Facettenaugen noch Punktaugen (Ocelli). Auch Flügel fehlen ihnen. Ihre Beine sind klein und in der Aufsicht auf die Tiere nicht zu sehen. Der gesamte Körper ist mit kugeligen, knotenartigen Setae versehen. Die Fühler sind stark gewinkelt. Die Parempodia an den Klauen sind mit dem Pulvillus verwachsen, wie dies auch bei anderen Vertretern der Pentatomomorpha der Fall ist. Den Weibchen fehlt der Ovipositor. An den Sterna des Hinterleibs sind mehrere kahle, poliert wirkende Bereiche erkennbar. Den Nymphen und auch den Imagines fehlen die dorsalen Duftdrüsenöffnungen am Hinterleib.

## Vorkommen
Die Familie ist tropisch und subtropisch verbreitet und kommt in der Neotropis, Afrotropis, Orientalis und in Australasien vor.

## Lebensweise
Über die Lebensweise der Tiere ist noch fast nichts bekannt. Diese sehr stark in ihrer Morphologie modifizierten Wanzen wurden bislang nur in Termitenbauten gefunden, wie dies auch bei einigen Rindenwanzen der Fall ist. Die Weibchen legen ihre Eier unter die der Termiten. Die Ähnlichkeit zu den Rindenwanzen legt nahe, dass sich auch die Termitaphididae von Pilzen ernähren, nachgewiesen ist dies jedoch noch nicht. Alle Arten sind vermutlich lichtscheu und berührungsempfindlich.

## Taxonomie und Systematik
Die Familie wurde ursprünglich von Filippo Silvestri im Jahr 1911 als Termitocoridae erstbeschrieben, nachdem bereits im 1902 Erich Wasmann eine Art der Gruppe beschrieb, sie jedoch als nicht zugeordnete Art zu den Gleichflüglern (Homoptera) stellte. J. G. Myers erkannte, dass die Erstbeschreibung von Silvestri nicht auf einer Gattung basierte und schlug daher als Ersatz den Namen Termitaphididae für die Gruppe vor.
Die Termitaphididae bilden mit den nächstverwandten Rindenwanzen (Aradidae) die gemeinsame Überfamilie Aradoidea, die zu allen übrigen Pentatomomorpha (Trichophora genannt) in einem Schwestergruppenverhältnis steht. Die Zuordnung zur Überfamilie Aradoidea wird im Wesentlichen durch die modifizierten, extrem langen und im Kopf aufgerollten Mundwerkzeuge begründet. Folgende Gattungen werden von Schuh & Slater (1995) innerhalb der Familie anerkannt:
- Gattung Termitaphis (1 Art, Neotropis)
- Gattung Termitaradus (8 Arten; 5 Neotropis, 1 Australien, 1 Afrika, 1 Orientalis)

Eine fossile Art, Termitaradus protera, ist aus dem miozänen Chiapas-Bernstein aus Mexiko nachgewiesen, zwei weitere Arten, Termitaradus mitnicki und Termitaradus avitinquilinus, aus dem Dominikanischen Bernstein.

## Belege